# Briefmarken-Jahrgang 1954 der Deutschen Post Berlin
Der Briefmarken-Jahrgang 1954 der Deutschen Post Berlin umfasste acht Sondermarken. Die Dauermarken der Serie Berliner Bauten wurde in diesem Jahr um vier Werte ergänzt, der Wert zu 4 Pfennig zählt philatelistisch jedoch zum Ausgabejahr 1953.
Der Nennwert der Marken betrug 2,87 DM; dazu kamen 0,10 DM als Zuschlag für wohltätige Zwecke.

## Liste der Ausgaben und Motive
Legende
- Bild: Eine bearbeitete Abbildung der genannten Marke. Das Verhältnis der Größe der Briefmarken zueinander ist in diesem Artikel annähernd maßstabsgerecht dargestellt. Sollten keine Marken abgebildet sein, liegt es daran, dass das Urheberrecht des Künstlers noch nicht erloschen ist.
- Beschreibung: Eine Kurzbeschreibung des Motivs und/oder des Ausgabegrundes. Bei ausgegebenen Serien oder Blocks werden die zusammengehörigen Beschreibungen mit einer Markierung versehen eingerückt.
- Wert: Der Frankaturwert der einzelnen Marke in Pfennig. Ein „+“ bedeutet, dass es sich um eine Zuschlagsmarke handelt (= Frankaturwert + Spende).
- Ausgabedatum: Das Datum des erstmaligen Verkaufs dieser Briefmarke.
- Gültig bis: Das Datum, an dem die Gültigkeit endete.
- Auflage: Soweit bekannt, wird hier die zum Verkauf angebotene Anzahl dieser Ausgabe angegeben.
- Entwurf: Soweit bekannt, wird hier angegeben, von wem der Entwurf dieser Marke stammt.
- Mi.-Nr.: Diese Briefmarke wird im Michel-Katalog unter der entsprechenden Nummer gelistet.

| Sondermarken | |                  |                       |                   |            |                  |       |
| Bild         | Beschreibung | Werte in Pfennig | Ausgabe- datum (1954) | gültig bis        | Auflage    | Entwurf          | MiNr. |
|              | 1. Todestag von Ernst Reuter (1889–1953) Politiker, Bürgermeister von Berlin                                                             | 20               | 18. Januar            | 31. März 1956     | 5.000.000  | Leon Schnell     | 115   |
|              | Viermächte-Konferenz Das Kontrollratsgebäude am Kleistpark                                                                               | 20               | 25. Januar            | 31. Dezember 1955 | 3.000.000  | unbekannt        | 116   |
|              | 100. Geburtstag von Ottmar Mergenthaler (1854–1899) Erfinder der Linotype-Setzmaschine                                                   | 10               | 11. Mai               | 31. Dezember 1955 | 3.000.000  | Hermann Zapf     | 117   |
|              | Wahl des Bundespräsidenten Freiheitsglocke, Neuauflage der Ausgabe von 1953 mit Aufdruck                                                 | 20               | 17. Juli              | 31. Dezember 1955 | 1.000.000  | Leon Schnell     | 118   |
|              | 10. Jahrestag des Attentats auf Adolf Hitler am 20. Juli 1944 Denkmal von Richard Scheibe (1879–1964), Bildhauer, Mann in Fesseln        | 20               | 20. Juli              | 31. Dezember 1956 | 3.000.000  | Rudolf Gerhardt  | 119   |
|              | Nationale Briefmarkenausstellung 1954 Berlin Preußischer Postillon um 1827                                                               | 20+10            | 4. August             | 31. Dezember 1955 | 500.000    | unbekannt        | 120   |
|              | 5. Todestag von Richard Strauss (1864–1949) Komponist und Dirigent                                                                       | 40               | 18. September         | 31. Dezember 1956 | 3.000.000  | Leon Schnell     | 124   |
|              | 100. Todestag von August Borsig (1804–1854) Unternehmer, Gründer der Borsig-Werke Beuth-Denkmal (Detail) von Friedrich Drake (1805–1882) | 20               | 25. September         | 31. Dezember 1955 | 5.000.000  | Leon Schnell     | 125   |
| Dauermarken  | |                  |                       |                   |            |                  |       |
| Bild         | Beschreibung | Werte in Pfennig | Ausgabe- datum (1954) | gültig bis        | Auflage    | Entwurf          | MiNr. |
|              | Dauermarke Berliner Bauten (II) - Ausstellungshallen am Funkturm                                                                         | 4                | 22. Januar            | 31. Dezember 1958 | 24.940.000 | Alfred Goldammer | 112   |
|              | Dauermarken Berliner Bauten (III) - Ausstellungshallen am Funkturm                                                                       | 7                | 10. August            | 31. Dezember 1958 | 42.460.000 | Alfred Goldammer | 121   |
|              | - Amerika-Gedenkbibliothek | 40               | 17. September         | 31. Dezember 1958 | 13.840.000 | Görsch           | 122   |
|              | - Jagdschloss Grunewald | 70               | 23. Oktober           | 31. Dezember 1958 | 9.640.000  | Alfred Goldammer | 123   |